# Jake LeDoux
Jake LeDoux (ur. 2 maja 1985 w Port Perry, Ontario) – kanadyjski aktor filmowy.
Jednym z pierwszych filmów, w których zagrał jedną z głównych ról, jest Koniec lata z 1999 roku. Wystąpił w nim wspólnie z Wendy Crewson oraz z Jamesem Earlem Jonesem.
Za rolę w tym filmie w marcu 2000 roku był nominowany do Nagrody Młodych Artystów w kategorii „Najlepszy występ w filmie telewizyjnym lub pilotażowym – główny młody aktor (Best Performance in a TV Movie or Pilot – Leading Young Actor).

## Filmografia

### Filmy[1][2]
- 1999 Koniec lata jako Jamie Baldwin
- 1999 Mary-Kate i Ashley: Bliźniaczki na boisku jako Richie
- 1999 Killer Deal jako Nick Quinn
- 2000 Love Come Down jako młody Matthew
- 2007 Devil’s Diary jako Nate
- 2009 W obliczu przeznaczenia jako Maloni

### Seriale[1]
- 2000[2] Real Kids, Real Adventures jako Chris (gościnnie w odc. Explosion: The Christopher Wise Story)[2]
- 2006[2] Tajemnice Smallville jako Paul Bennett (gościnnie w odc. Wither)[2]
- 2007[2] 4400 jako Lucas (gościnnie w odc. Audrey Parker's Come and Gone)[2]
- 2006 Wywiad jako Begman[1] lub Bagman[2] (gościnnie w odc. Cleaning Up)[2]
- 2006 Wywiad jako Begman[1] lub Bagman[2] (gościnnie w odc. Clean and Simple)[2]